# Antonia Meiners
Antonia Meiners (* 1943 in Bamberg) ist eine deutsche Kulturwissenschaftlerin, Autorin und Lektorin mit historischem und kulturpolitischem Themenschwerpunkt.

## Leben
Meiners verbrachte ihre Kindheit zusammen mit ihrem älteren Bruder überwiegend in Schulzendorf und Eichwalde. Nach Abschluss der zehnten Klasse an der Mittelschule in Eichwalde absolvierte sie u eine Lehre zur Industriekauffrau im VEB Schwermaschinenbau Wildau. Weil ihr der Beruf nicht zusagte, machte sie auf der Abendschule ihr Abitur nach und arbeitete danach bis 1975, anfänglich durch Vermittlung des Vaters, des Karikaturisten Gottfried Spachholz, als „grafische Hilfskraft“, später als Bildredakteurin bei der Neuen Berliner Illustrierten und studierte in Ostberlin an der Humboldt-Universität Kulturwissenschaften.
In einem kommunistisch geprägten Elternhaus aufgewachsen, war es ihr als Jugendliche von den Eltern verboten,  Ausflüge in den Westteil Berlins zu machen. Sie selbst vertrat zunächst die väterliche Ansicht, „dass es normal und richtig war, den Sozialismus aufzubauen.“ Ihr Bruder war bereits zur Zeit des Mauerbaus im August 1961 in Westberlin geblieben. 1975 stellte sie einen Ausreiseantrag, dem anderthalb Jahre später entsprochen wurde. 1978 konnte sie so in Westberlin an der Freien Universität Berlin Germanistik und Theaterwissenschaft studieren.
Seit den 1980er Jahren arbeitet sie als freie Lektorin, Herausgeberin und Autorin für verschiedene Buchverlage, hauptsächlich zu historischen und kulturpolitischen Themen. Im Elisabeth Sandmann Verlag publizierte sie unter anderem Bücher zur Frauenbewegung und Frauengeschichte. Ihr Buch Die Suffragetten gibt „erste Einblicke in die Geschichte der Suffragettenbewegung und der Entwicklung des Kampfes um Frauenrechte“. Meiners stellt dazu etwa „25 Frauenrechtlerinnen vor, die sich seit dem ausgehenden 18. Jahrhundert für das Frauenwahlrecht einsetzten“ und legt „die Unterschiede und Kontroversen zwischen der radikalen, gemäßigten und sozialistischen Frauenbewegung dar“. Das Werk Die Stunde der Frauen ist „ein historisch fundierter Einstieg in die Geschichte der Frauenbewegung ...  zwischen Kriegsbeginn und erster Nachkriegszeit“. Anhand von Fotos, Zeitzeugenberichten, Dokumenten, Tagebuchaufzeichnungen, Briefen und Zeitschriften beleuchtet das Buch Wir haben wieder aufgebaut die Situation von Frauen ab 1945 und Kluge Mädchen die Kulturgeschichte der weiblichen Kindheit und den Wandel des Mädchenbildes im Laufe des 20. Jahrhunderts. Daneben erschienen sind unter anderem mehrere Bücher zur Geschichte Berlins beim Nicolai Verlag, wie „Berlin und Potsdam zur Zeit Friedrichs des Großen“, „Berlin 1945“, „Berlin in den 1950er-Jahren“ und „Berlin 1989“. Bei der Edition Braus erschien 2017 „Berlin 1933–1945“.

## Veröffentlichungen (Auswahl)
- Lange Liebe – Vom Glück des Zusammenbleibens. Elisabeth Sandmann Verlag, München 2018, ISBN 978-3-945543-45-0
- Die Suffragetten. Elisabeth Sandmann Verlag, München 2016, ISBN 978-3-945543-13-9
- Die Stunde der Frauen: zwischen Monarchie, Weltkrieg und Wahlrecht 1913–1919. Elisabeth Sandmann Verlag, München 2013, ISBN 978-3-938045-81-7
- Tempelhof: Gestern, heute, morgen. Nicolai Publishing & Intelligence, Berlin 2011, ISBN 978-3-89479-653-2
- Antonia Meiners (Hrsg.), Hildegard Hamm-Brücher, Gisela Lange, Elfriede Brüning, Hella Maron: Wir haben wieder aufgebaut: Frauen der Stunde null erzählen. Elisabeth Sandmann Verlag, München 2011, ISBN 978-3-938045-54-1
- Claudia Lanfranconi, Antonia Meiners: Kluge Geschäftsfrauen – Maria Bogner, Aenne Burda, Coco Chanel, Florence w, Estée Lauder, Miuccia Prada, Margarete Steiff, Marie Tussaud u.v.a. Elisabeth Sandmann Verlag, München 2010, ISBN 978-3-938045-22-0
- Das alte Berlin: Fotografien aus der Gründerzeit. Nicolai Verlag, Berlin 2010, ISBN 978-3-89479-590-0
- 100 Jahre KaDeWe. Nicolai Verlag, Berlin 2007, ISBN 978-3-89479-386-9
- Kluge Mädchen: Oder wie wir wurden, was wir nicht werden sollten. Mädchenjahre im Wandel. Elisabeth Sandmann Verlag,  München 2006, ISBN 978-3-938045-20-6
- Berlin 1945 – Eine Chronik in Bildern. Nicolai Verlag, Berlin 2005, ISBN 978-3894792046
- Berlin 1933–1945 – Eine Chronik in Bildern. Edition Braus 2017, ISBN 978-3-86228-159-6